# Hydrangea serrata
Hydrangea serrata är en hortensiaväxtart som beskrevs av Nicolas Charles Seringe. Hydrangea serrata ingår i släktet hortensior, och familjen hortensiaväxter.

## Underarter
Arten delas in i följande underarter:
- H. s. prolifera
- H. s. angustata
- H. s. australis
- H. s. megacarpa
- H. s. minamitanii
- H. s. thunbergii
- H. s. yesoensis

## Bildgalleri

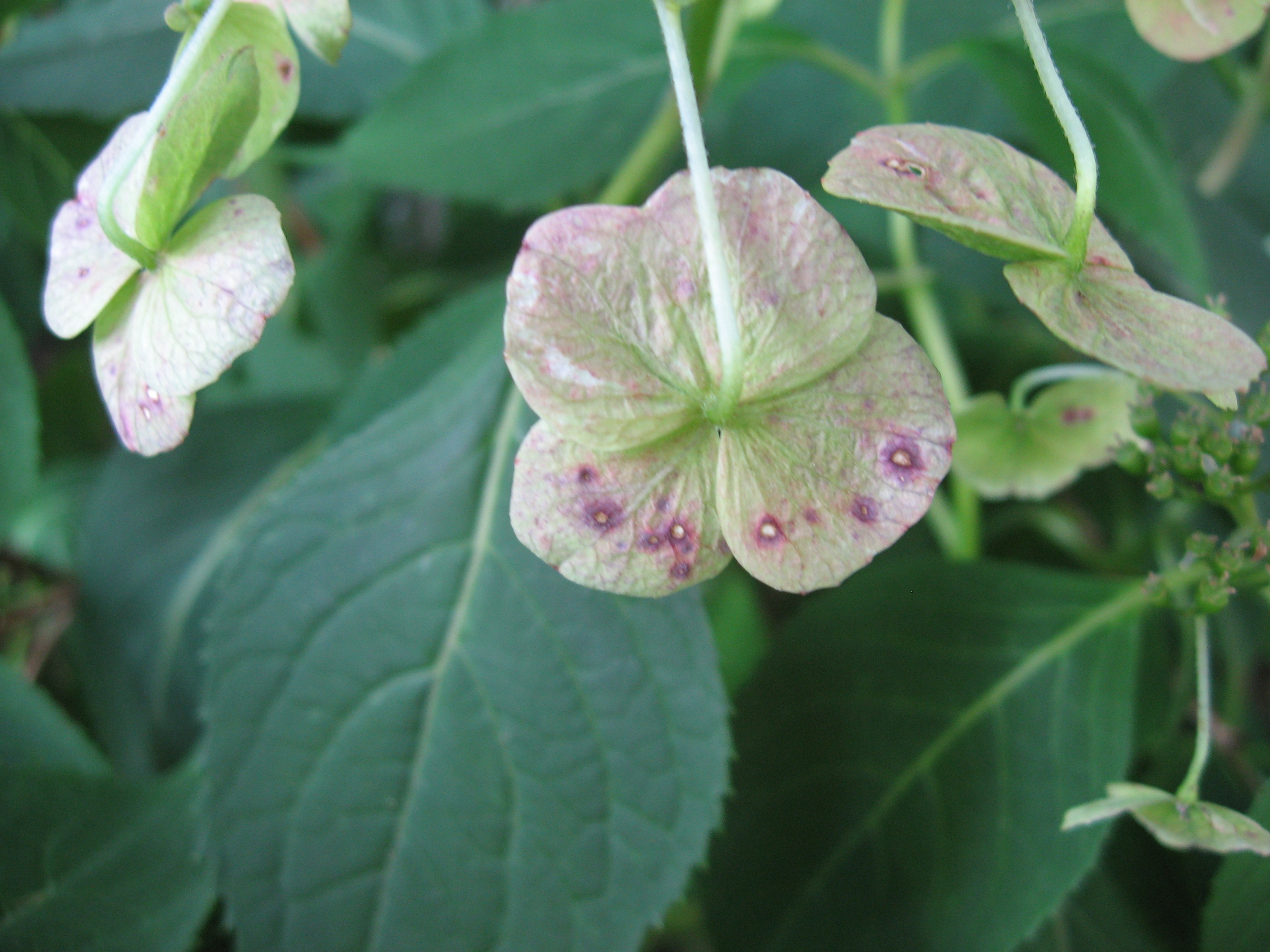
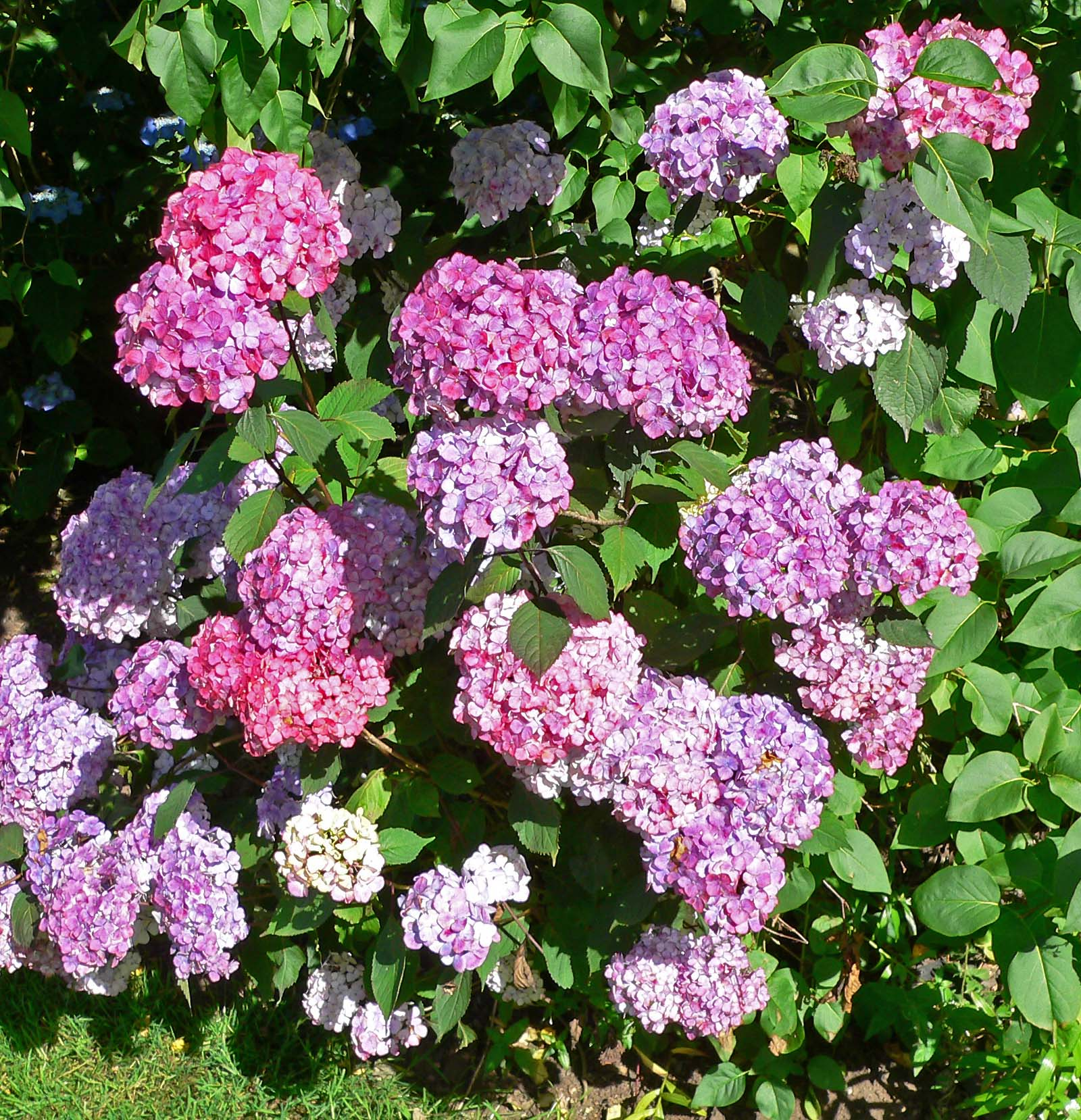
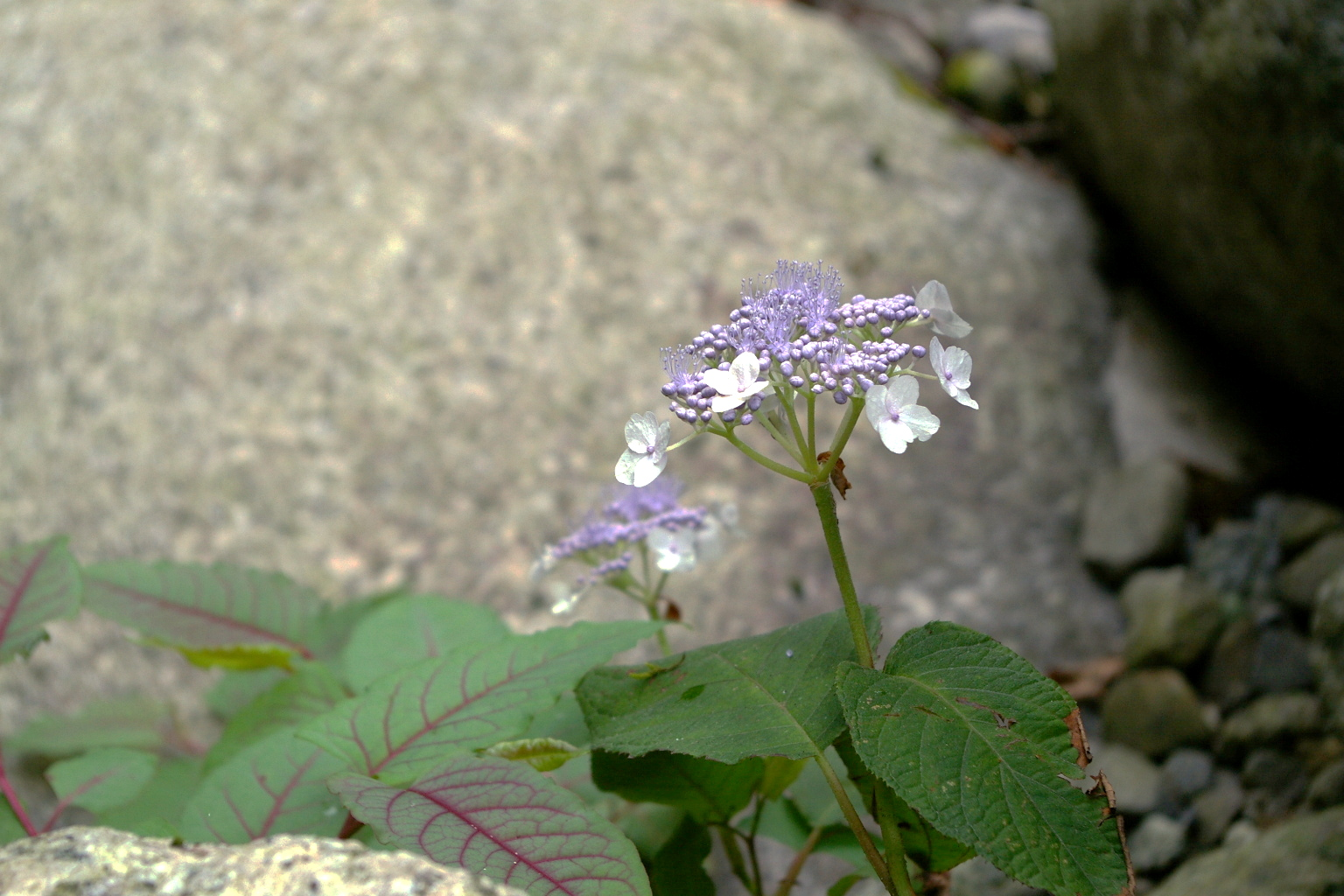
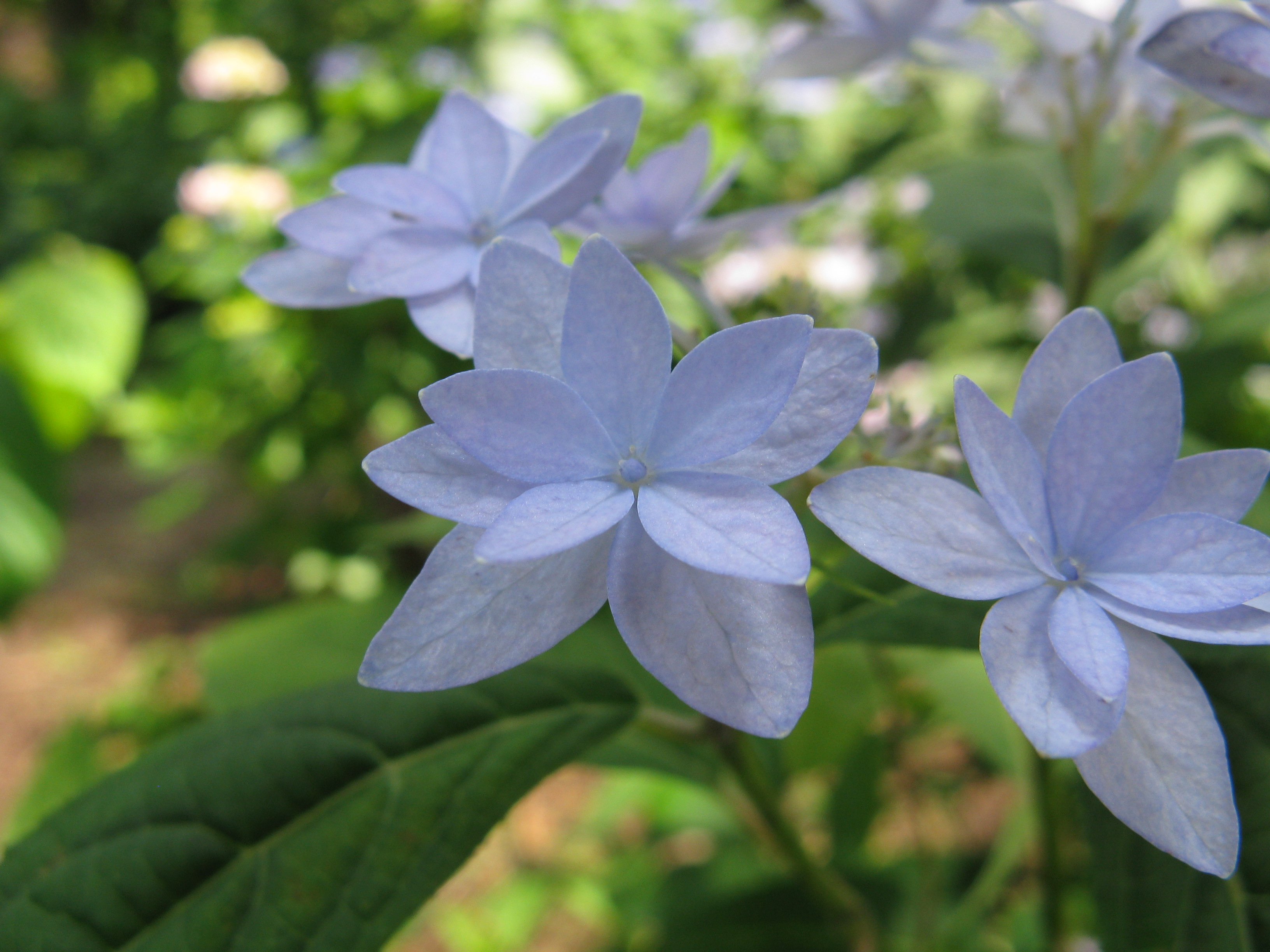